# Cantone di Bidache
Il Cantone di Bidache era una divisione amministrativa dell'arrondissement di Bayonne.
È stato soppresso a seguito della riforma complessiva dei cantoni del 2014, che è entrata in vigore con le elezioni dipartimentali del 2015.
Comprendeva i comuni di:
- Arancou
- Bardos
- Bergouey-Viellenave
- Bidache
- Came
- Guiche
- Sames